# Pubertas praecox
Als Pubertas praecox (von lateinisch pubertas „Geschlechtsreife“ und praecox „vorzeitig“) wird eine seltene Krankheit mit Entwicklung der sekundären Geschlechtsmerkmale bei männlichen Individuen vor dem neunten und bei weiblichen vor dem achten Lebensjahr bezeichnet. Diese vorzeitige Geschlechtsentwicklung geht unbehandelt mit Kleinwuchs einher, verursacht durch vorzeitigen Schluss der Wachstumsfugen der Knochen. Mädchen sind 5-mal häufiger betroffen als Jungen. Eine verspätete Entwicklung wird Pubertas tarda genannt.

## Formen und Ursachen
Man unterscheidet mehrere Formen:
- Die zerebral bedingte echte Pubertas praecox (Pubertas praecox vera) kommt durch eine Überproduktion von Regulationshormonen der Geschlechtshormonsekretion zustande. Ursachen hierfür können häufig besonders bei Mädchen nicht klar erkannt werden. Gelegentlich führen pathologische Prozesse (beispielsweise Tumoren der Hypophyse oder des Hypothalamus) oder reaktive beziehungsweise ektopische Hormonproduktion (beispielsweise bei Hypothyreose) zu einer Pubertas praecox.
- Die genetisch bedingte Pubertas praecox tritt bei verschiedenen Syndromen auf, so beispielsweise bei der familiären gonadotropin-unabhängigen männlich-limitierten Pubertas praecox (FMPP, englisch familial male-limited precocious puberty), die durch eine Mutation des LHCGR-Gens auf dem Chromosom 2 verursacht wird.[1][2] Zudem konnte nun neben den Genen für Kisspeptin-1 (KISS1) und dessen Rezeptor auch das Gen MKRN3 als Verursacher des frühzeitigen Pubertätseintrittes identifiziert werden.[3]
- Als Pseudopubertas praecox bezeichnet man die Überproduktion von Geschlechtshormonen ohne eine nachweisbare Erhöhung des Regulationshormons Gonadotropin, beispielsweise beim adrenogenitalen Syndrom.
- Das klinische Bild einer Pubertas praecox kann auch durch ein primäres Leberzellkarzinom ausgelöst werden[4], daher die veraltete Bezeichnung Hepatogenitales Syndrom.[5]

## Klinik
Die Entwicklung des Organismus bei Pubertas praecox vollzieht sich in der normalen Reihenfolge (Thelarche, Pubarche, Wachstumsschub, Menarche), jedoch zu früh. Da auch das Skelett vorzeitig reift, kommt es zu einem vorzeitigen Schluss der Epiphysenfugen mit Kleinwuchs als Folge.

## Diagnostik
Zur Befundsicherung nach klinischer Untersuchung und Familienanamnese kommt zunächst die Skelettalter-Bestimmung infrage.
Zur Suche nach seltenen hormonbildenden Tumoren werden Sonographien durchgeführt.
Daneben werden Estrogene, Prolaktin und Gonadotropine (FSH, LH) im Blut bestimmt.

## Therapie
Tumoren bedürfen einer chirurgischen oder radiotherapeutischen beziehungsweise chemotherapeutischen Behandlung. Darüber hinaus lässt sich durch die chronische (also nicht-pulsatile) Gabe von GnRH-Analoga eine Funktionsruhe der Hypophyse erreichen, was durch verminderte Gonadotropinsekretion zu einer Ruhigstellung der endokrinen Gonadenfunktion führt.